# Anne Barbara Underhill
Anne Barbara Underhill (Vancouver, 12 juni 1920 - aldaar, 3 juli 2003) was een Canadese astronome en astrofysica. Ze is bekend om haar onderzoek met waarnemingen van en computermodellen voor vroegtype hete blauwe OB-sterren.

## Jeugd
Underhill groeide op in Vancouver als enige dochter van Irene Anna Creery en de ingenieur Frederic Clare Underhill, die uit Europa geëmigreerd waren. Ze had een tweelingbroer die omkwam in de Tweede Wereldoorlog en nog drie jongere broers. Ze was actief in de scouting (padvinderij), deed veel aan sport en won een prijs als een van de beste leerlingen van de middelbare scholen (highschools) in British Columbia. Toen ze achttien was overleed haar moeder en daarna hielp ze met de opvoeding van haar jongere broers.

## Opleiding
Ze haalde eerst een Bachelor of Arts-diploma voor scheikunde maar studeerde in 1944 af in wis- en natuurkunde aan de Universiteit van British Columbia in Victoria op Vancouvereiland. Daarna werkte ze bij de Canadese National Reseach Council en studeerde ze nog een jaar aan de Universiteit van Toronto, maar ging daar weg omdat de sterrenkundegroep daar zwak werd bevonden. In 1946 begon ze aan haar promotie-onderzoek bij de latere Nobelprijswinnaar Subramanyan Chandrasekhar aan de Universiteit van Chicago. Haar proefschrift van 1948 Some Aspects of B-Type Spectra beschreef het eerste model voor een steratmosfeer met meer lagen. Tijdens haar promotie-onderzoek werkte ze samen met de Russisch-Amerikaanse sterrenkundige Otto Struve en raakte ze geïnteresseerd in vroegtype OB-sterren. Ze kreeg twee beurzen van University Women of Canada.

## Loopbaan
Na een periode als postdoc aan de sterrenwacht van Kopenhagen met een Amerikaanse beurs, keerde ze terug naar Vancouver waar ze van 1949 tot 1962 onderzoeker was aan de Dominion Astrophysical Observatory in Victoria, Vancouver Island. In deze periode was ze een jaar gasthoogleraar aan de Harvard-universiteit, waar ze de moderne computer gebruikte om het eerste computermodel voor steratmosferen te schrijven.
In 1962 werd ze op uitnodiging van de Rijksuniversiteit Utrecht daar gewoon hoogleraar in de sterrenkunde. Ze zette haar werk aan OB-sterren voort en was een geliefd docent. Ze begon haar colleges in het Nederlands, maar schakelde op Engels over als ze al gauw enthousiast werd. In 1966 schreef ze het standaardboek The Early Type Stars. In 1970 vertrok ze naar de Verenigde Staten, naar het Goddard Space Flight Center van NASA in Greenbelt, Maryland. Tot 1977 werkte ze daar aan de voorbereiding van de International Ultraviolet Explorer satelliet. Ze werkte daarna weer aan OB-sterren en dacht dat Wolf-Rayetsterren jong waren, een denkbeeld dat sindsdien verlaten is. In 1985 ging ze met pensioen en werd ze Emeritus Professor aan de University of British Columbia in Victoria.

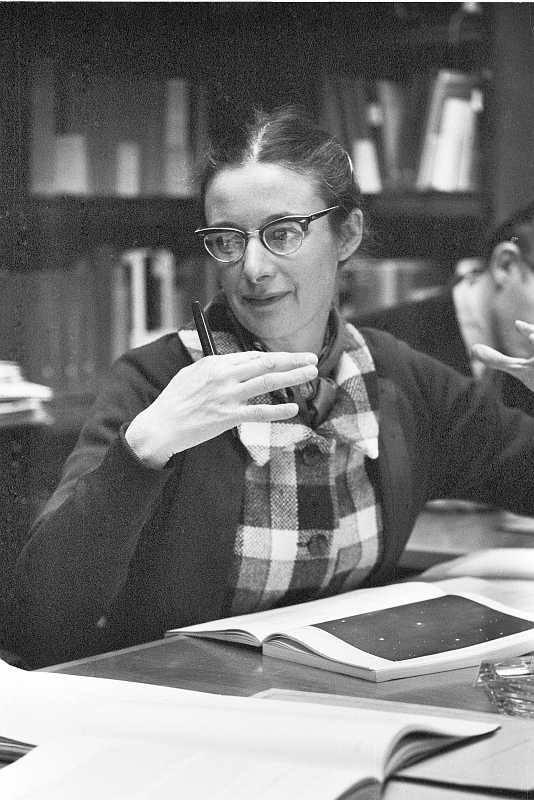
Anne Underhill in de bibliotheek van Sonnenborgh, Sterrewacht Utrecht, 1962-1965
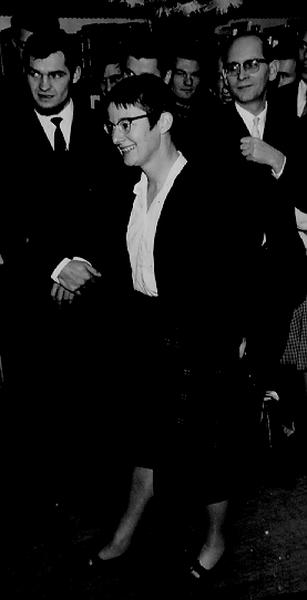
Anne Underhill met collega's en studenten bij het Sinterklaasfeest op de Sterrewacht Utrecht, 1967
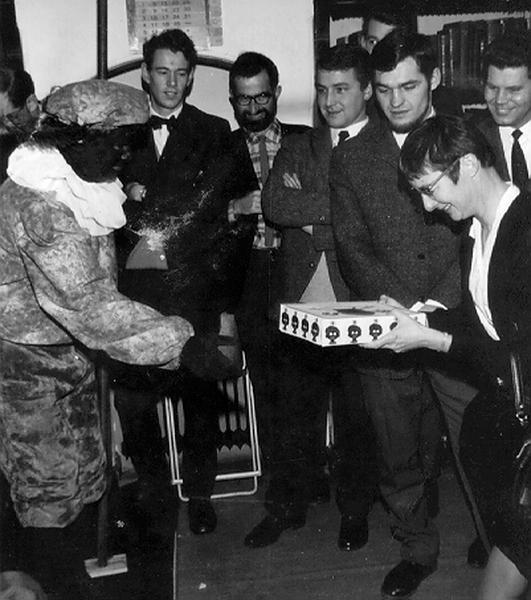
Idem, Underhill krijgt een surprise van Zwarte Piet, 1967
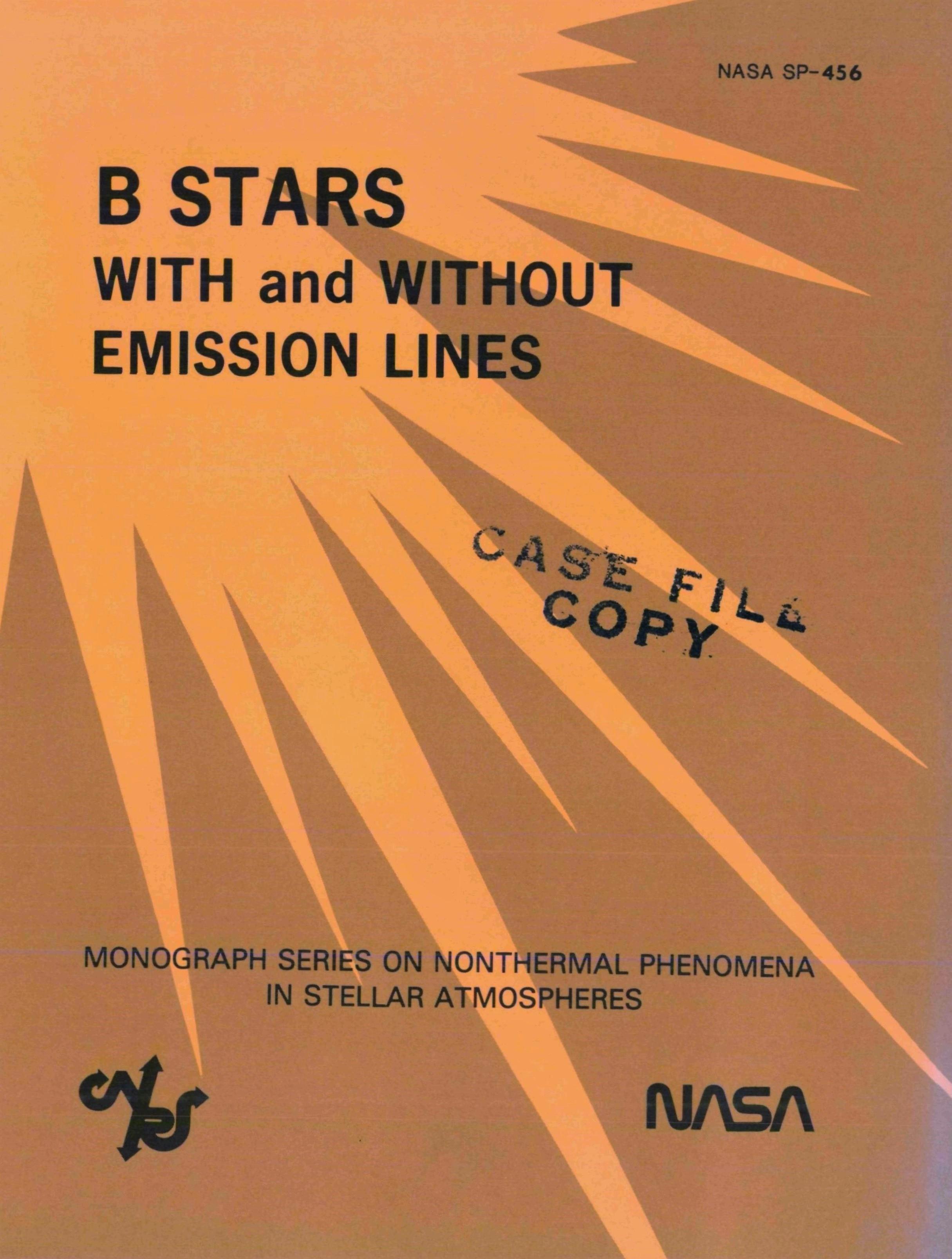
Anne Underhill en Vera Doazan: B stars with and without emission lines, NASA SP-456, 1982

## Publicaties
Onder meer
- 1948: Some Aspects of B-Type Spectra, proefschrift University of Chicago
- 1959 met John H Waddell: Stark broadening functions for the hydrogen lines, [Washington] U.S. Dept. of Commerce, National Bureau of Standards, 1959, National Bureau of Standards circular, 603
- 1966: The Early Type Stars, Dordrecht, Holland, D. Reidel. New York, Gordon and Breach, 1966
- 1982 met Vera Doazan: B stars with and without emission lines, Monograph series on nonthermal phenomena in stellar atmospheres, NASA SP (Series). ntrs.nasa.gov PDF[8]
- 1985 met A. G. Michalitsianos: The Origin of Nonradiative Heating/Momentum in Hot Stars, NASA Scientific and Technical Information Branch, 1985
- 1988 met P. S. Conti: O stars and Wolf-Rayet stars, Paris, France: CNRS; Washington, D.C. : National Aeronautics and Space Administration, Scientific and Technical Information Branch ; [Springfield, Va.], Monograph series on nonthermal phenomena in stellar atmospheres; NASA SP (Series), 497.

## Promovendi
De promoties met Underhill als promotor of copromotor waren aan de Rijksuniversiteit Utrecht.
| Promovendus                                                                                    | Proefschrift                                                                         | Jaar #afstammelingen |
| ---------------------------------------------------------------------------------------------- | ------------------------------------------------------------------------------------ | -------------------- |
| de Groot, Martin Jan Hugo, promotor                                                            | On the Spectrum and Nature of P Cygni                                                | 1970                 |
| Lamers, Hermanus Johannes Gerardus Lambertus Maria, copromotor met Cornelis de Jager promotor  | Studies on the Structure and Stability of Extended Stellar Atmospheres               | 1974 4               |
| van den Heuvel, Edward Peter Jacobus van den Heuvel, copromotor met Cornelis de Jager promotor | A Study of Stellar Rotation : The Origin of Peculiar and Metallic-Line A and B Stars | 1968 36              |